# Jane Pow
Jane Pow war eine britische Indie-Pop-Band, die in den späten 1980er und frühen 1990er Jahren aktiv war.

## Geschichte
Die Band gründete sich 1986 in Southampton. 1989 erschien beim Southamptoner Independent-Label Ambition Records die erste Single und eine Split-Single mit Girl Of My Best Friend sowie 1990 dort auch die erste Maxi-Single. Ebenfalls 1990 veröffentlichte die Band beim Brightoner Plattenlabel Target Records ihr Debüt-Album State und dort zwei Jahre später ihr zweites Album Love It Be It. Die Songs der beiden Alben wurden 1993 vom US-amerikanischen Plattenlabel Slumberland Records, das bereits 1991 die Jane-Pow-Single Warm Room produzierte, als zusammengefasstes CD-Album nochmals veröffentlicht. Eine weitere Single erschien 1992 beim Brightoner Independent-Label Marineville Records. Neben Auftritten im Vereinigten Königreich trat die Band auch in den Vereinigten Staaten und in Deutschland auf.
Eine offizielle Auflösung ist nicht bekannt, allerdings gab es seit 1992 keine Neuerscheinungen mehr. Danach erschienen bis Mitte der 1990er Jahre nur noch einige Samplerbeiträge. Es existiert weiterhin eine Website und eine Seite bei Facebook, die beide offensichtlich vom ehemaligen Frontmann Richard Starke betrieben werden und an die Fan-Gemeinde adressiert sind. Starke wanderte Mitte der 1990er Jahre in die Vereinigten Staaten aus, heiratete dort und lebt in Seattle. Er brachte dort unter dem Pseudonym „Firing Bullets“ 1998 eine EP heraus. Sein Bruder Andrew „Andy“ Starke wechselte ins Filmgeschäft. Rupert Hanna ging nach Norwegen. Bekannt ist, dass Schlagzeuger Graham „Greg“ McGeoch ab 1996 bei Fiel Garvie spielte und in den 2000er Jahren mit seiner anglo-japanischen Formation Hyper Kinako zwei Singles publizierte. Gitarrist Vincent „Vince“ Kellett spielte von 1996 bis 2000 bei der Southamptoner Garage-Rock-Band The Hoodwinks.

## Diskografie
Alben:
- 1990: State (Target Records)
- 1992: Love It Be It (Target Records)
- 1993: Love It Be It / State (Slumberland Records )

Singles/EPs:
- 1989: Safe / That's My Girl (Single; Ambition Records)
- 1989: Why I Am Here? (Split-Single mit Girl Of My Best Friend; Ambition Records)
- 1990: Good Morning (Maxi-Single; Ambition Records)
- 1991: Warm Room (Slumberland Records )
- 1992: Sanitized / Morningside (Marineville Records)

Kompilationsbeiträge:
- 1991: Get By (Live At Radio Sussex) auf The Target Sampler (7″-Sampler; Target Records)
- 1992: Shutdown auf …One Last Kiss (spinART Records )
- 1992: Sound Barrier (Kurzversion) auf Snap! Crackle! Pop! : A Twist Compilation (Twist Records )
- 1993: Give Them The 90's auf Try Another Flavour! (Heaven Sent Records )
- 1993: Space auf Something Pretty Beautiful (Brilliant Records )
- 1993: Cycles auf Poomaster Receptical EP (7″-Sampler; Ptolemaic Terrascope)
- 1994: Reorganise auf Why Popstars Can't Dance (Slumberland Records )